# Catherine Carr
Catherine "Cathy" Carr (Albuquerque, New Mexico, 27. svibnja 1954.) je bivša američka plivačica.
Dvostruka je olimpijska pobjednica u plivanju, a 1988. godine primljena je u Kuću slavnih vodenih sportova.